# Trigonometrisches Polynom
Ein trigonometrisches Polynom, auch eine trigonometrische Summe genannt, ist in der reellen Analysis eine endliche, reelle Linearkombination der trigonometrischen Funktionen {\displaystyle x\mapsto \cos(kx)\;(k\in \mathbb {N} _{0})} und {\displaystyle x\mapsto \sin(kx)\;(k\in \mathbb {N} \setminus \{0\})}, wobei die Linearkombination als Funktion für {\displaystyle x\in \mathbb {R} } definiert wird. Diese reellwertigen Funktionen lassen auch eine eindeutige (formal) komplexe Darstellung zu, bei der bestimmte komplexe Linearkombinationen aus den Exponentialfunktionen {\displaystyle e^{ikx}\;(k\in \mathbb {Z} )} an Stelle der Kosinus- und Sinus-Funktionen gebildet werden. Mit dieser Darstellung werden Rechnungen häufig vereinfacht. Die reellen trigonometrischen Polynome sind Partialsummen von reellen Fourierreihen und spielen unter anderem bei der Lösung von gewöhnlichen, linearen Differentialgleichungen mit konstanten Koeffizienten und für die diskrete Fouriertransformation eine wichtige Rolle.
In der Funktionentheorie, der Funktionalanalysis und in vielen Anwendungen, wie etwa der analytischen Zahlentheorie (siehe Kreismethode nach Winogradow in diesem Artikel) wird jede beliebige komplexe Linearkombination von Funktionen {\displaystyle x\mapsto e^{ik\omega x}\;(k\in \mathbb {Z} )} mit festem reellen {\displaystyle \omega >0} als komplexes trigonometrisches Polynom oder komplexe trigonometrische Summe bezeichnet.
Sowohl die reellen als auch die komplexen trigonometrischen Polynome liefern eindeutige Bestapproximationen – zu jedem gegebenen Grad {\displaystyle n} existiert genau eine beste Näherung unter den trigonometrischen Polynomen, die höchstens diesen Grad haben – im quadratischen Mittel für jede Funktion des Funktionenraums, den die erzeugenden trigonometrischen Funktionen jeweils als Orthonormalbasis (Orthogonalsystem) bestimmen.
Lässt man in den Linearkombinationen auch unendlich viele nichtverschwindende „Summanden“ zu, dann gelangt man zu den Begriffen einer reellen bzw. komplexen trigonometrischen Reihe.

## Definitionen

### Reelles trigonometrisches Polynom
Als reelles trigonometrisches Polynom wird die für {\displaystyle x\in \mathbb {R} } definierte, reellwertige Funktion
{\displaystyle f(x)={\frac {a_{0}}{2}}+\sum _{k=1}^{n}(a_{k}\cos(kx)+b_{k}\sin(kx))}
bezeichnet, wobei {\displaystyle a_{k},b_{k}\in \mathbb {R} } ist. Die natürliche Zahl {\displaystyle n} bezeichnet man als den Grad von {\displaystyle f}, falls {\displaystyle a_{n}} oder {\displaystyle b_{n}} nicht verschwindet. Die Funktion {\displaystyle f} hat die Periode {\displaystyle 2\pi }.

### Beliebige Periode
Ein reelles trigonometrisches Polynom kann etwas allgemeiner auch so definiert werden, dass die Periode des Polynoms eine beliebige, positive, reelle Zahl {\displaystyle T} ist. Setzt man {\displaystyle \omega ={\frac {2\pi }{T}}}, dann lauten die Polynome:
{\displaystyle f(x)={\frac {a_{0}}{2}}+\sum _{k=1}^{n}(a_{k}\cos(k\omega x)+b_{k}\sin(k\omega x)),}
für die übrigen Parameter gelten die gleichen Voraussetzungen und Bezeichnungen wie im Spezialfall {\displaystyle T=2\pi ,\omega =1.}

### Komplexe Darstellung
Die komplexe Darstellung des reellen trigonometrischen Polynoms lautet:
{\displaystyle f(x)=\sum _{k=-n}^{k=n}c_{k}e^{ikx}} im Fall {\displaystyle \omega =1} bzw. {\displaystyle f(x)=\sum _{k=-n}^{k=n}c_{k}e^{ik\omega x}} im Fall einer beliebigen Periode.
Dabei gilt {\displaystyle c_{0}={\frac {a_{0}}{2}},c_{k}={\frac {(a_{k}-ib_{k})}{2}},c_{-k}={\frac {(a_{k}+ib_{k})}{2}}} und umgekehrt lässt sich {\displaystyle a_{k}=2\cdot \operatorname {Re} (c_{k})=2\cdot \operatorname {Re} (c_{-k})} durch den Realteil der komplexen Darstellung und {\displaystyle b_{k}=-2\cdot \operatorname {Im} (c_{k})=2\cdot \operatorname {Im} (c_{-k})} durch ihren Imaginärteil darstellen. Das trigonometrische Polynom ist genau dann reell, wenn {\displaystyle c_{k}={\overline {c_{-k}}}} gilt.

### Komplexes trigonometrisches Polynom
Ist {\displaystyle (c_{k})_{k\in \mathbb {Z} }} eine Familie von komplexen Koeffizienten, die für alle bis auf endlich viele Indizes {\displaystyle k\in \mathbb {Z} } verschwinden, und {\displaystyle \omega >0} eine positive, reelle Zahl, dann wird die Summe
{\displaystyle f(x)=\sum _{k\in \mathbb {Z} }c_{k}e^{ik\omega x}} als komplexes trigonometrisches Polynom oder komplexe trigonometrische Summe bezeichnet.
In aller Regel ist die unabhängige Variable {\displaystyle x} in dieser Summe nach wie vor eine reelle Zahl und die Summe stellt dann eine {\displaystyle {\frac {2\pi }{\omega }}}-periodische Funktion {\displaystyle f\colon \mathbb {R} \to \mathbb {C} } dar. Hier wird der Betrag der betragsmäßig größten ganzen Zahl {\displaystyle k\in \mathbb {Z} }, für die {\displaystyle c_{k}\neq 0} gilt, als der Grad {\displaystyle |k|} des komplexen trigonometrischen Polynoms bezeichnet.

### Trigonometrische Reihe
Analog zum Begriff des trigonometrischen Polynoms kann auch der Begriff der (formalen) trigonometrischen Reihe definiert werden.
Diese werden als Fourierreihen von periodischen Funktionen verwendet.
- Reelle trigonometrische Reihen lassen sich also wie folgt darstellen:

{\displaystyle {\frac {a_{0}}{2}}+\sum _{k=1}^{\infty }(a_{k}\cos k\omega x+b_{k}\sin k\omega x)} mit {\displaystyle a_{k},b_{k}\in \mathbb {R} }
bzw. in der komplexen Darstellung
{\displaystyle \sum _{k=-\infty }^{k=\infty }c_{k}e^{ik\omega x}} mit {\displaystyle c_{k}={\overline {c_{-k}}}}.
- Lässt man die Bedingung für die Koeffizienten {\displaystyle c_{k}} weg, dann erhält man eine komplexe trigonometrische Reihe:

{\displaystyle \sum _{k=-\infty }^{k=\infty }c_{k}e^{ik\omega x}.}
Dabei ist immer {\displaystyle \omega >0}, der Definitionsbereich {\displaystyle D=\lbrace x\in \mathbb {R} \rbrace } und die Periode wie bei den entsprechenden trigonometrischen Polynomen {\displaystyle T={\tfrac {2\pi }{\omega }}.}

## Eigenschaften

### Orthogonalität
Die trigonometrischen Funktionen, aus denen die reellen trigonometrischen Polynome durch Linearkombination entstehen, erfüllen folgende Orthogonalitätsrelationen {\displaystyle \left(k,l\in \mathbb {N} _{0}\right)}:
1. {\displaystyle \int _{0}^{\frac {2\pi }{\omega }}\cos(k\omega x)\cdot \sin(l\omega x)\,dx=0},
2. {\displaystyle \int _{0}^{\frac {2\pi }{\omega }}\cos(k\omega x)\cdot \cos(l\omega x)\,dx={\begin{cases}0\quad (k\neq l)\\{\frac {\pi }{\omega }}\quad (k=l\neq 0)\\{\frac {2\pi }{\omega }}\quad (k=l=0)\end{cases}}}
3. {\displaystyle \int _{0}^{\frac {2\pi }{\omega }}\sin(k\omega x)\cdot \sin(l\omega x)\,dx={\begin{cases}0\quad (k\neq l)\\{\frac {\pi }{\omega }}\quad (k=l\neq 0)\\0\quad (k=l=0).\end{cases}}}

Für die komplexen Erzeugenden lautet die Orthogonalitätsrelation {\displaystyle \left(k,l\in \mathbb {Z} \right)}:
{\displaystyle \int _{0}^{\frac {2\pi }{\omega }}e^{ik\omega x}\cdot e^{-il\omega x}\,dx={\begin{cases}0\quad (k\neq l)\\{\frac {2\pi }{\omega }}\quad (k=l).\end{cases}}}

### Basiseigenschaft
Aus den Orthogonalitätsrelationen folgt, dass die Folge der erzeugenden trigonometrischen Polynome {\displaystyle {\mathcal {B}}=\left((\cos(k\omega x))_{k\in \mathbb {N} _{0}},(\sin(l\omega x))_{l\in \mathbb {N} \setminus \lbrace 0\rbrace }\right)} linear unabhängig ist. Sie bildet bei geeigneter Normierung eine Orthonormalbasis eines reellen Hilbertraumes. Dieser Hilbertraum ist der Lebesgue-Raum {\displaystyle L^{2}[0;T]}.
Die Familie der Erzeugenden {\displaystyle {\mathcal {C}}=\left(e^{ik\omega x}\right)_{k\in \mathbb {Z} }} der komplexen trigonometrischen Polynome ist auch linear unabhängig und bildet bei geeigneter Normierung eine Orthonormalbasis des komplexen Hilbertraumes {\displaystyle L^{2}(\mathbb {S} ^{1})} der auf dem Einheitskreis definierten, komplexwertigen {\displaystyle L^{2}}-Funktionen, wenn man sie als parametrisierte Laurentreihen betrachtet und ansonsten eine Basis des komplexen Hilbertraums {\displaystyle L^{2}[0;T]} der komplexwertigen {\displaystyle L^{2}}-Funktionen auf {\displaystyle [0;T]}.

### Konvergenz der Reihen
- Eine trigonometrische Reihe konvergiert sicher dann fast überall und im quadratischen Mittel, wenn die Reihe

{\displaystyle \sum _{k=1}^{\infty }\left(\left|c_{k}\right|^{2}+\left|c_{-k}\right|^{2}\right)} konvergiert.
- Für reelle trigonometrische Reihen ist das äquivalent dazu, dass die Reihe

{\displaystyle \sum _{k=1}^{\infty }\left(a_{k}^{2}+b_{k}^{2}\right)} konvergiert.
Auch nicht konvergente Reihen werden als formale trigonometrische Reihen bezeichnet.

## Bezeichnung als Polynom
An den komplexen trigonometrischen Polynomen wird deutlich, weshalb diese Funktionen als Polynome bezeichnet werden: Schränkt man den Definitionsbereich eines beliebigen komplexen Polynoms {\displaystyle c_{0}+c_{1}z+c_{2}z^{2}+\dotsb +c_{n}z^{n}} auf den komplexen Einheitskreis ein und parametrisiert diesen als Kurve mit einem reellen Parameter {\displaystyle x} {\displaystyle \left(z=e^{i\omega x},\;(\omega \in \mathbb {R} \setminus \lbrace 0\rbrace )\right)}, dann wird aus dem gewöhnlichen Polynom das trigonometrische Polynom {\displaystyle c_{0}+c_{1}e^{i\omega x}+c_{2}e^{2i\omega x}+\dotsb +c_{n}e^{ni\omega x}}. Bei komplexen trigonometrischen Polynomen treten im Allgemeinen auch Terme mit negativem „Grad“ {\displaystyle k}, die aus {\displaystyle z^{k},k<0} durch die Parametrisierung hervorgehen, auf. Trigonometrische Polynome entstehen also genau genommen durch die genannte Parametrisierung aus Laurentreihen mit dem Entwicklungspunkt {\displaystyle z_{0}=0}, die nur endlich viele nichtverschwindende Koeffizienten haben. Man kann jedes trigonometrische Polynom aber auch als Summe von zwei beliebigen gewöhnlichen komplexen Polynomen auffassen, wobei beim einen Polynom der Einheitskreis durch {\displaystyle x\mapsto e^{i\omega x}}, beim anderen durch {\displaystyle x\mapsto e^{-i\omega x}} parametrisiert wird.

## Anwendung in der Zahlentheorie
In der analytischen Zahlentheorie werden trigonometrische Summen auch als Exponentialsummen bezeichnet. Sie werden als lösungszählende Funktionen verwendet. Diese Anwendung beruht auf der Orthogonalitätsrelation. Für eine übersichtliche Darstellung wird in der Zahlentheorie abkürzend {\displaystyle e(x)=e^{2\pi ix}} geschrieben und die Funktion {\displaystyle e} wird als zahlentheoretische Exponentialfunktion bezeichnet.
Die Orthogonalitätsrelation lautet, wenn man sie mit der zahlentheoretischen Exponentialfunktion formuliert:
{\displaystyle \int _{0}^{1}e(R\alpha )\,d\alpha ={\begin{cases}0\quad (R\in \mathbb {Z} \setminus \lbrace 0\rbrace )\\1\quad (R=0).\end{cases}}}
Nun wird an die Stelle von {\displaystyle R} der Funktionsterm {\displaystyle g} einer diophantischen Gleichung {\displaystyle g(x_{1},x_{2},\dotsc ,x_{s})=0} gesetzt. Dann kann man die Anzahl {\displaystyle L=L(M)} der Lösungen der Gleichung in einer festgelegten endlichen Menge {\displaystyle M\subset \mathbb {Z} ^{s}} – etwa den {\displaystyle s}-Tupeln von natürlichen Zahlen unterhalb einer festgelegten Schranke – durch ein Integral darstellen:
{\displaystyle L=\#\lbrace (x_{1},x_{2},\dotsc ,x_{s})\in M|g(x_{1},x_{2},\dotsc ,x_{s})=0\rbrace =\sum _{(x_{1},x_{2},\dotsc ,x_{s})\in M}\int _{0}^{1}e(g(x_{1},x_{2},\dotsc ,x_{s})\cdot \alpha )\,d\alpha .}
Da die Summe endlich ist, kann sie problemlos mit dem Integral vertauscht werden und man erhält
{\displaystyle L=\int _{0}^{1}\sum _{(x_{1},x_{2},\ldots x_{s})\in M}e(g(x_{1},x_{2},\dotsc ,x_{s})\cdot \alpha )\,d\alpha ,}
also eine Darstellung der Lösungsanzahl als Integral über ein trigonometrisches Polynom. Auf dieses lösungszählende Integral können nun alle Methoden der Funktionentheorie und der Funktionalanalysis angewandt werden. Damit kann für die Lösungsanzahl {\displaystyle L=L(M)} zum Beispiel eine asymptotische Formel abgeleitet werden, die angibt, wie sich die Lösungsanzahl verhält, wenn die Schranken von {\displaystyle M} gegen Unendlich streben.

### Kreismethode nach Winogradow
Die Idee, das lösungszählende Integral über ein trigonometrisches Polynom in der hier angegebenen Form auf ein zahlentheoretisches Problem anzuwenden, wurde von Winogradow entwickelt und 1937 auf die ternäre Goldbachsche Vermutung angewandt:
Jede ungerade Zahl größer 5 ist als Summe von drei Primzahlen darstellbar.
Dabei ist dann {\displaystyle N} eine ungerade natürliche Zahl, {\displaystyle M_{N}} die Menge aller Tripel von Primzahlen, die kleiner sind als {\displaystyle N} und {\displaystyle g(p_{1},p_{2},p_{3})=p_{1}+p_{2}+p_{3}-N}. So gelang es ihm, zu zeigen, dass für hinreichend große, ungerade {\displaystyle N} das lösungszählende Integral {\displaystyle L(M_{N})>0{,}6} ist. Damit kann die Vermutung nur für endlich viele „kleine“, ungerade Zahlen {\displaystyle N} falsch sein. (→ Siehe auch Satz von Winogradow)

### Kreismethode nach Hardy und Littlewood
Winogradows Form der Kreismethode ist eine Variante der Kreismethode, die von Hardy und Littlewood entwickelt wurde und von ihnen 1917 mit Erfolg auf das Waringsche Problem angewandt worden ist. In ihrer Formulierung ist die lösungszählende Funktion eine Potenzreihe. Die Anzahlen der Lösungen einer diophantischen Gleichung sind Koeffizienten dieser Reihe – bei der Goldbachschen Vermutung wäre {\displaystyle a_{N}} die Anzahl der Darstellungen der ungeraden Zahl {\displaystyle N} als Summe von 3 Primzahlen. Anders als bei Winogradow wird hier nicht von vornherein eine Beschränkung der diophantischen Gleichung auf einen endlichen Definitionsbereich vorgenommen. Das lösungszählende Integral, das bei der Hardy-Littlewood-Methode in einer Form, die der von Winogradow gegebenen ähnelt, zur Berechnung von Residuen verwendet wird, kann im Allgemeinen auch Singularitäten auf dem Einheitskreis haben. Es wird daher häufig zunächst auf einem Kreis um den Ursprung mit einem kleineren Radius abgeschätzt oder die Singularitäten werden umlaufen.

### Zahlentheoretische Anwendungen
- Jörg Brüdern: Einführung in die analytische Zahlentheorie. Springer, Berlin, Heidelberg, New York 1995, ISBN 3-540-58821-3.
- Robert Charles Vaughan: The Hardy-Littlewood Method. 2. Auflage. Cambridge University Press, Cambridge 1997, ISBN 0-521-57347-5.
- Ivan Matveevitch Vinogradov: The Method of Trigonometrical Sums in the Theory of Numbers. Translated from the Russian and annotated by Klaus Friedrich Roth and Anne Ashley Davenport. New York, Dover 2004.
- Ivan Matveevitch Vinogradov: Representation of an Odd Number as a Sum of Three Primes. In: Comptes rendus (Doklady) de l'Académie des Sciences de l'U.R.S.S. Nr. 15, 1937, S. 169–172.